# Hamlet (film, 1990)
Hamlet (v anglickém originále Hamlet) je americko-britsko-francouzský film z roku 1990. Režisérem filmu je Franco Zeffirelli. Hlavní role ve filmu ztvárnili Mel Gibson, Glenn Close, Alan Bates, Paul Scofield a Ian Holm.

## Ocenění
Film byl nominován na dva Oscary a jednu cenu BAFTA. Dále získal 4 další ocenění a 3 nominace.

## Obsazení
| Mel Gibson           | Hamlet             |
| Glenn Close          | Gertrude           |
| Alan Bates           | Claudius           |
| Paul Scofield        | duch krále Hamleta |
| Ian Holm             | Polonius           |
| Helena Bonham Carter | Ophelia            |
| Stephen Dillane      | Horatio            |
| Nathaniel Parker     | Laertes            |